# جردن رودس
جردن رودس (انگلیسی: Jordan Rudess؛ زادهٔ ۴ نوامبر ۱۹۵۶ با نام جردن چارلز رودس) موسیقی‌دان و نوازنده کیبرد آمریکایی است که به‌عنوان عضو گروه پراگرسیو متال دریم تیتر شناخته می‌شود.

## زندگی شخصی
رودس در سال ۱۹۵۶ در گریت نک، نیویورک به دنیا آمد. مادرش رئیس یک شرکت مدیریت موسیقی در سی کلیف، نیویورک و پدرش صاحب کارخانهٔ تولید لباس در نیویورک بود. معلم کلاس دومش به خاطر نوازندگی پیانو او را شناسایی کرد و بلافاصله به او آموزش‌های حرفه‌ای داده شد. در نه سالگی برای آموزش پیانو کلاسیک وارد بخش پیش‌دانشگاهی مدرسه موسیقی جولیارد شد، جایی که اولین مربی تئوری او، جوزف لیونز، همکار آینده‌اش، بود.
رودس در سال ۱۹۸۹ با نانسی کورنفیلد در معبدی در گرینویچ، کنتیکت ازدواج کرد.